# Фейетт (округ, Алабама)
Фейе́тт (англ. Fayette County) — округ в штате Алабама, США. Официально образован в 1824 году. По состоянию на 2010 год, численность населения составляла 17 241 человека.

## География
По данным Бюро переписи США, общая площадь округа равняется 1 629,112 км2, из которых 1 626,522 км2 суша и 4,403 км2 или 0,3 % это водоемы.

### Соседние округа
|        |        | Марион    |
| Ламар  | север  | Уолкер    |
| Ламар  | Фейетт | Уолкер    |
| Ламар  | юг     | Уолкер    |
| Пикенс |        | Таскалуса |

## Население
По данным переписи населения 2010 года в округе проживает 17 241 жителей в составе 7 493 домашних хозяйств и 5 342 семей. Плотность населения составляет 11,00 человек на км2. На территории округа насчитывается 8 472 жилых строений, при плотности застройки около 5-ти строений на км2. Расовый состав населения: белые — 86,92 %, афроамериканцы — 11,93 %, коренные американцы (индейцы) — 0,21 %, азиаты — 0,15 %, гавайцы — 0,01 %, представители других рас — 0,27 %, представители двух или более рас — 0,51 %. Испаноязычные составляли 0,82 % населения независимо от расы.
В составе 30,80 % из общего числа домашних хозяйств проживают дети в возрасте до 18 лет, 57,30 % домашних хозяйств представляют собой супружеские пары проживающие вместе, 10,60 % домашних хозяйств представляют собой одиноких женщин без супруга, 28,70 % домашних хозяйств не имеют отношения к семьям, 26,60 % домашних хозяйств состоят из одного человека, 13,50 % домашних хозяйств состоят из престарелых (65 лет и старше), проживающих в одиночестве. Средний размер домашнего хозяйства составляет 2,42 человека, и средний размер семьи 2,92 человека.
Возрастной состав округа: 22,30 % моложе 18 лет, 8,20 % от 18 до 24, 26,50 % от 25 до 44, 25,30 % от 45 до 64 и 25,30 % от 65 и старше. Средний возраст жителя округа 39 лет. На каждые 100 женщин приходится 93,50 мужчин. На каждые 100 женщин старше 18 лет приходится 89,60 мужчин.
Средний доход на домохозяйство в округе составлял 28 539 USD, на семью — 34 560 USD. Среднестатистический заработок мужчины был 29 239 USD против 20 606 USD для женщины. Доход на душу населения составлял 14 439 USD. Около 13,10 % семей и 17,90 % общего населения находились ниже черты бедности, в том числе — 22,30 % молодежи (тех, кому ещё не исполнилось 18 лет) и 17,90 % тех, кому было уже больше 65 лет.